# Palenque (Ecuador)
Palenque, también conocida como San Nicolás de Palenque, es una ciudad ecuatoriana, cabecera cantonal del Cantón Palenque, perteneciente a la Provincia de Los Ríos. Se localiza al centro de la región litoral del Ecuador, muy cerca del río Vinces. Tiene una población de 8.301 habitantes, lo que la convierte en la centésima vigésima primera ciudad más poblada del país.

## Historia
Su historia registra que fue una zona productiva y de gran potencial económico. En el siglo XIX gran parte del territorio de Palenque estuvo ocupado por bosque tropical, así como abundantes especies de animales, aves y anfibios que le daban a la zona un aspecto encantador no solo por su ecosistema, sino por su clima privilegiado.
Su cantonización se dio un 2 de agosto de 1990 y se recuerda a Juan Carlos Aspiazu Saporitti como uno de los principales gestores.
El Cantón Palenque registra en su historia el nacimiento del coronel Nicolás Infante Díaz: nacido el 4 de septiembre de 1847, fue un icono de la revolución liberal del Ecuador junto al general Eloy Alfaro.

## Gobierno municipal
La ciudad y el cantón Palenque, al igual que las demás localidades ecuatorianas, se rige por una municipalidad según lo estipulado en la Constitución Política Nacional. La Alcaldía de Palenque es una entidad de gobierno seccional que administra el cantón de forma autónoma al gobierno central. La municipalidad está organizada por la separación de poderes de carácter ejecutivo representado por el alcalde, y otro de carácter legislativo conformado por los miembros del concejo cantonal. El Alcalde es la máxima autoridad administrativa y política del cantón Palenque. Es la cabeza del cabildo y representante del Municipio. el municipio esta implementando estrategias para incrementar el turismo y aumentar el comercio en su zona Palenque es un cantón de la Provincia de Los Ríos en Ecuador. Su cabecera cantonal es la ciudad de Palenque. Posee muchos atractivos interesantes es un buen lugar para estar, está rodeada por un sinnúmero de lugares que aunque no sean turísticos poseen un gran atractivo. Su cabecera es la población de su mismo nombre, situada al oeste de la provincia, y se extiende en una rica zona de importante producción agrícola y ganadera. Sus pobladores son gente muy amable y trabajadora, dedicada en su mayoría a las labores agrícolas y a la ganadería, aunque últimamente han desarrollado también una intensa actividad comercial.